# Háporton község
Háporton község (románul: Comuna Hopârta) község Fehér megyében, Romániában. Központja Háporton, beosztott falvai Ispánlaka, Mikószilvás, Oláhtordos, Szárazvámtanya.

## Népessége
A 2011-es népszámlálás adatai alapján a község népessége 1152 fő volt.